# Hermioné (Menelaosz leánya)
Hermioné (ógörög Ἑρμιόνη, latin Hermione) a görög mitológiában Menelaosz spártai király és Helené lánya. Mikor Helené megszökött Parisszal, a kilencéves Hermionét anyai nagynénje, Klütaimnésztra nevelte tovább, akinek fiával, Oresztésszel eljegyezték. Hermionét minden történetíró gyönyörűnek, anyjáéval vetekedő szépségűnek írja le.
Euripidész Oresztész című művében Oresztész foglyul ejti és azzal fenyegeti, hogy megöli; később apja Neoptolemoszhoz akarja feleségül adni. Euripidész egy másik színművének, az Andromakhénak központjában a féltékeny Hermioné áll, aki megpróbálja megöletni Andromakhét, akit Neoptolemosz a trójai háború végén foglyul ejtett, valamint Neoptolemosztól született fiát; féltékenységét nemcsak az okozta, hogy osztoznia kellett a férjén a rabnővel, hanem az is, hogy Andromakhénak született gyereke, neki pedig nem. A gyilkosságot végül Péleusz akadályozta meg. Miután a gyilkossági kísérlet kudarcot vallott, Hermioné megszökött Oresztésszel – aki az ezt követő harcban megölte Neoptolemoszt –, és megszülte Oresztész fiát, Tiszaménoszt.
mert Helenének az istenek új ivadékot
nem szántak, miután egyszer megszülte a bájos
Hermionét, ki hasonló volt arany Aphroditéhoz.
(Homérosz: Odüsszeia, ford. Devecseri Gábor.)
Hermioné ezen kívül több más ókori irodalmi műben is megjelenik, például Publius Ovidius Naso Heroides (Hősnők) című versgyűjteményében.